# Црква Светих арханђела Михаила и Гаврила у Нишу
Црква Светих арханђела Михаила и Гаврила у Нишу позната и као Мали саборни храм (јер је све до освештења нишке Саборне цркве 1878. године била први Саборни храм Епархије нишке), представља заштићено непокретно културно добро као споменик културе од великог значаја  под посебном заштитом државе. Посвећена је Светим Архистратизима, чију славу црква обележава 21. новембра сваке године, светом литургијом и другим свечаностима.
Грађена је од 1814 — 1819. године, а освећена 1819. за време митрополита Мелентија Мученика и владавине Османлијског царства у централном делу Ниша, којим је владао османлијски заповедника Ниша, Хуршид-паше.

## Положај
Црква се налази у југозападном делу порте Саборног храма у строгом центру Ниша на Тргу 14. октобар. Са југозапада граничи се Епископском улицом, са северозапада Пријездином улицом, са североистика Саборним храмом а са југоистока Владичанским двором. Организационо припада Епархији нишкој а административно градској општини Медијана, Граду Нишу и Нишавском управном округу.
Унутрашњости цркве се може прићи из Пријездине улице и парковском стазом са северне стране кроз порту Саборне цркве.

## Стање заштите
Овај храм је проглашен за споменик културе, под посебном заштитом државе. Више пута је реновиран и обнављан. 
Представници Републичког Завода за заштиту споменика кулутуре предали су 27. априла 2018. године старeшини нишког Саборног храма протојереју-ставрофору Бранку Цинцаревићу конзерваторски обрађене престоне иконе са иконостаса храма Светих Архистратига. Укупно су обрађене 62 иконе, од којих неке, као што су престоне иконе Христоса и Богородице датирају из 1814. године, из времена пре завршетка храма. Њихова рестаурација је трајала годину дана.
Надлежни завод који води локални регистар и бригу о овом локалитету је: Завод за заштиту споменика културе Ниш.

## Историја
С почетка 19. века Ниш није имао градску цркву. — цркву Светог Николаја Мириликијског, Турци су претворена у џамију после Друге сеобе Срба 1738. године, а Цркву Светог Пантелејмона прво су опљачкали, па до темеља срушили.
Градњу цркве нишлије су започеле 1814. године, у време Макарије II митрополита у Нишу, под врло тешким условима изградња црквених грађевина у окупираној Србији, и у врема када је вођен Други српски устанак против ропства под Турцима.
Градња цркве која је трајале до 1819. у години, обављена је након спајања Митрополије нишке и Архиепископије нишавске у једну епархију, под новим митрополитом нишким кир Мелетијем, у ограниченим и строго контролисаним условима јер Османлије нису дозвољавали да овај православни храм својим изгледом засени неку од двадесетак Нишких џамија.
Услов је био да црква буде до пола укопан у земљу, без купола, крстова и звонаре, и да буде ограђен високим зидом, како би био заклоњен од очију Турака.
Након пет година градње, 1819. године црква посвећена Светим Архистратизима, је коначно завршена и освештана пре стављена у службу богу и христољубивом народу Ниша. Овај догађај је за хришћанско становништво града Ниша значио много, јер Ниш у то време није имао ни једну цркву, а где су нишки епископи и митрополити у међувремену служили, можемо само да нагађамо јер нема писаних докумената.
Оснивање школе у цркви
Прва школска зграда подигнута је 1830, године у близини  цркве  на чијим темељима се налази школа данас позната као ОШ „Учитељ Таса“ Ниш.
Друго освећење цркве
Цркву након што је по други пут освећена 6. октобра 1839. године, од стране њеног митрополита Григорија, наредне године (17. фебруара 1840. године) посетио је кнез Михаило Обреновић са својом мајком кнегињом Љубицом по повратку из Цариграда.
Треће освећење цркве
Црква је делимично руиниран у времену Првог светског рата, када су га прво немачки војници користили за богослужбене потреба, а затим од бугарских окупатора стационираних у Нишу. Обновљен је у време нишког епископа Доситеја Васића 1927. године.
Двадесетак година касније када је 1948. Године велика поплава захватила читав град, поплаљен је и значајно оштећен и мали Саборни храм.  Храм је убрзано обновљен, захваљујући председавајућем нишке црквене општине Јордану Цветковића и владике нишком Јована Илићу. Након ове обнове црква је по трећи пут освећен 14. новембра 1948. године, од стране епископа нишког Јована.
Четврто освећење цркве
Макон последње ообнове цркве у периоду од 2001. до 2006. године, када је у потпуности црква живописана, промењен под под тремом, очишћен стари иконостас и урађена нова фасада, цркву је освештао почетврти пут тдшњи епископ нишки Иринеј, сада патријарх српски.

## Изглед
Црква Светих арханђела Михаила и Гаврила у Нишу саграђена је од непечене цигле и камена, а омалтерисана мешавином сламе са водом и иловачом, која је служила за повезивање цигле и камена. Препокривена је ћерамидом, и била је без купола, звоника  и крста на крову (који је накнадно додат) 
Тако изграђена црква, укопана је у земљу и опасана високим зидом до њеног крова, без довољно светлости и свежег ваздуха, више је личила на земуницу, пуну влаге.
Црква је фрескописана, а иконостас, који су урадили непознати мајстори по угледу на иконостасе Свете Горе, састављен је од 72 иконе. Тринаест икона осликаних у 18. и почетком 19. века спадају у најлепше примерке православног иконописа, као што су престоне иконе Христоса и Богородице из 1814. године.

Када је у Нишу Венедикт постављен за епископа нишког, он је дужност митрополита обављао од краја 1842. или почетка 1843. до 1845. године, У том периоду Венедикт је саопштио угледним Нишлијама да ће упутити захтев у Истанбул да се дозволи постављање, ако не звона а оно бар клепала на цркви. Пошто је добио ферман он је и поставио клепало „да чука кад је црквено време да се зна”. 
Први пут је клепало у Нишу 19. децембра 1843. године. Турски грађани су протестовали због тога чак су изјавили паши да ће они сами скинути клепало. Паша им је најстрожије забранио да било шта покушавају. Забранио им је да и поред цркве пролазе. На петнаестак дана пред Ускрс 1844. године Осман Жабота, са неколико Турака, побуни Арнауте да ударе на варош, скину клепало и цркву поруше и упале. Чувши то, митрополит је изјавио паши да ће радити по црквеним канонима и да ће клепало да користи целу недељу и ноћу и дању а да ако се нешто деси да ће паша бити крив. Паша је на то распоредио у сваку улици око цркве по једну чету војника а у цркву пред црквена врата постављена су два шиљбока (вода). Турци нису смели ни близу цркве да приђу, а камоли шта да ураде.
 Тако је митрополит Венедикт сачувао цркву.
Све то кроз више од 200 година дугу историју није сметало православним Нишлијама да се у њој и до данас окупљају и прате богослужења.
По налогу митрополита Григорија 1837. године позлаћен је иконостас и архијерејски трон 105. Потом је 
црква 1839. године проширена. Том приликом дограђени су тремови са јужне, северне и западне стране, дограђена је кровна конструкција и срушен је високи зид који је заклањао Цркву од очију Турака. Тада је постављен и иконостас са 72 иконе, који је направљен 1815. године у време митрополита Макарија (1812- 1815), како пише на икони светих Архангела у доњем делу иконостаса.
Гроб митрополита Григорија и Мелентија иза олтара цркве Светих арханђела Михаила и Гаврила
Освећена је од стране тадашњег митрополита Мелентија Мученика, који, је 1821, са још петорицом другова, би окривљен као саучесник хришћанском устанку, и би обешен на нишком мосту, други дан духова, 1819. године, а у време османлијског заповедника Ниша, Хуршид-паше.
Након што су Митрополита Мелетије, најзаслужнијег за изградњу Црква Светих арханђела Михаила и Гаврила у Нишу Турци заједно са протом Стојаном, свештеником Ђорђем и угледним Нишлијама Младеном, Голубоми Радисавом, од стране Турака  због наводне подршке тајној револуционарној организацију грч. Φιλική Εταιρεία, која је имала за циљ ослобођење балканских народа од турског ропства и обнову Византијског царства, проглашени криивим, осуђени су на смрт вешањем. Након што су обешени  у Нишу 1821. године, они су висили на вешалима три дана. Потом су  Владику Мелетија сахранили су преживели нишки свештеници у посебном гробу, а остали завереници су сахрањени у својим породичним гробницама.
Накнадно су кости митрополита Мелетија извађене из гроба, и чуване једно време у кивоту цркве Светих арханђела Михаила и Гаврила, да би 1845. године његове свете мошти биле положене у гроб митрополита Григорија у цркви Светих арханђела Михаила и Гаврила у Нишу, сахрањеног након смрти 18. октобра 1842. годинер, северно од олтара. На надгробној плочи митрополита Григорија нема никаквог помена о томе. Иза митрополита Мелетија, остао је један Служебник већег формата.